# فطر زعفراني حليبي الغطاء
الفطر الزعفراني الحليبي الغطاء، المعروف أيضاً باسم فطر الصنوبر الأحمر (Lactarius deliciosus) (بالإنجليزية: Saffron Milk Cap Mushroom أو Red Pine Mushroom) أحد أشهر أعضاء جنس الفطريات الحليبية الغطاء، التي تنتمي لرتبة الروسولا. يتواجد هذا الفطر في أوروبا وأمريكا الشمالية، وانتشر في دول أخرى عن طريق الصنوبريات، ووجود بعض مشاتل أشجار الصنوبر.
وجدت فسيفساء في المدينة الرومانية هيركولانيوم، كان من ضمن محتواها هذا النوع من الفطر، وتعتبر إحدى أقدم اللوحات الفنية التي تمثل الفطريات.

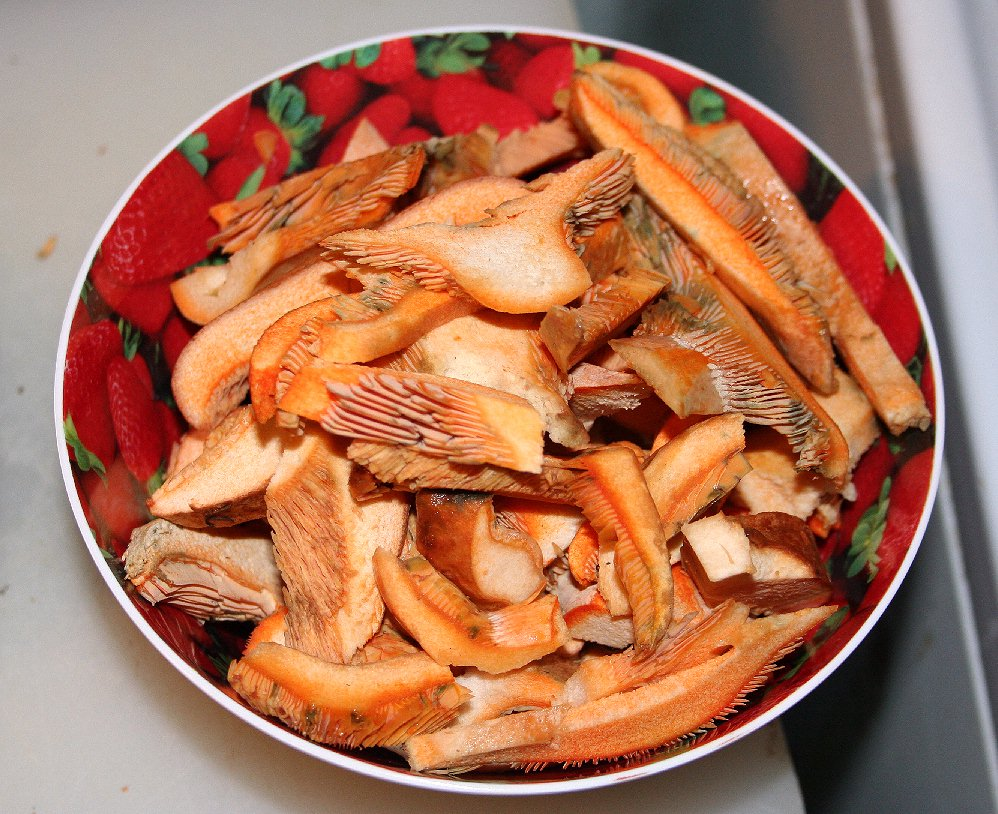
فطر زعفراني حليبي الغطاء مقطع، حيث يمكن ملاحظة الإفراز الحليبي

للفطر الزعفراني الحليبي الغطاء غطاء برتقالي شبيه بلون الجزر، محدب أو إنائي الشكل، بحيث يكون الفطر اليافع ملفوفاً، يتراوح في قطره ما بين 4 إلى 14 سم، ويتميز بوجود خطوط دائرية أغمق في اللون. عندما يكون الغطاء رطباً، فله ملمس لزج ودبق، لكنه يكون جافاً في العادة. كذلك، لهذا الفطر خياشيم محتشدة وساق مقرفص الشكل، ومجوف في أغلب الأحيان، يتراوح في طوله ما بين 3 إلى 8 سم، وفي عرضه ما بين 1 إلى 2 سم. قد يترك الفطر الزعفراني الحليبي الغطاء بقع خضراء قاتمة عند التعامل معه، وفي حال كونه طازجاً، يفرز مادة حليبية حمراء- برتقالية اللون لا تتغير في لونها.
يعتبر الفطر الزعفراني الحليبي الغطاء من أكثر أنواع الفطر التي تجمع في المناطق الشمالية من برانس وماجوركا، ويستخدم في الأطعمة الكاتالونية.